# Pterolophia intuberculata
Pterolophia intuberculata är en skalbaggsart som först beskrevs av Maurice Pic 1930.  Pterolophia intuberculata ingår i släktet Pterolophia och familjen långhorningar. Inga underarter finns listade i Catalogue of Life.